# القراءة على الشيخ
القراءة على الشيخ أو العرض أو عرض القراءة
هي أن يقرأ الطالب الكتاب جملة جملة بتأن ويصحح له الشيخ أو يطرح عليه أسئلة لا تتعلق فقط بالمعنى الحالي بل بكل ما يتعلق من نحو ولغة والأفكار المرتبطة في كل العلوم ذات العلاقة، فهي عملياً قراءة موسوعية. وهذا أسلوب قديم كان متبعاً في تلقي العلم حتى ظهور الجامعات ولم يبق هذا الأسلوب إلا في العلم الشرعي ولكنه بدأ يختفي نسبياً.

## الطريقة
في العلوم الشرعية أو اللغة فإن الطالب المجد يقرأ في ساعتين ما بين صفحتين إلى ثلاث، وعندما يُنهي الطالب علماً من العلوم أو كتاباً من أمهات الكتب أو حفظ حديث نبوي فإنه يحصل على إجازة بالسند المتصل كما في سند رواية الحديث يُذكر فيها اسم شيخه وشيخ شيخه إلى أن يصل إلى صاحب المصنف العلمي أو راوي الحديث النبوي، وإلى فترة قريبة كانت مدارس إسلامية عريقة كالأزهر والزيتونة والقرويين تمنح شهادات للطالب عن كل مرحلة كالشهادة الأهلية للمستوى المتوسط والشهادة العالمية للمستوى العالي.

## وصلات خارجية
- القراءة على الشيخ للشيخ محمد حسن عبد الغفار من سلسلة شرح مقدمة ابن الصلاح في علوم الحديث من إذاعة طريق الإسلام